# Stigmella peruanica
Stigmella peruanica là một loài bướm đêm thuộc họ Nepticulidae. Nó được miêu tả bởi Puplesis và Robinson năm 2000, và có mặt ở Peru.